# سيان لويس
سيان لويس (بالإنجليزية: Sian Lewis)‏ هي رياضية خماسي بريطانية، ولدت في 8 أكتوبر 1976.